# José Azueta
José Azueta är en kommun i Mexiko.   Den ligger i delstaten Veracruz, i den sydöstra delen av landet, 400 km öster om huvudstaden Mexico City. Antalet invånare är 23 999. Arean är 586 kvadratkilometer.
Terrängen i José Azueta är platt.
Följande samhällen finns i José Azueta:
- Tesechoacan
- Estación Dobladero
- Vicente Guerrero
- Cujuliapan
- El Maguey
- San Luis
- San Antonio de Bravo
- La Florida Sur
- Manzanillo
- Colonia Rubén R. Jaramillo
- El Café y Anexas
- Agua Fría
- Paso de la Virgen
- Tres Lagunas
- Nuevo San José
- Ramie Nuevo
- La Reforma
- Las Cruces
- El Crucero
- Las Iguanas